# Heligolândia
Heligolândia (exónimo português criado por aportuguesamento do endónimo inglês Heligoland) ou Helgoland (endónimo alemão) é um pequeno arquipélago alemão situado no mar do Norte. A ilha maior tem forma triangular e aproximadamente 2 km de comprimento.
A ilha maior (ilha de Heligolândia) tem uma população de 1149 habitantes (31 de março de 2010) e não tem presença de automóveis. O trajeto em barco desde a foz do rio Elba até à ilha é de duas horas.
O Acordo de Schengen tem caráter de exceção nesta ilha.

## História
As duas ilhas formavam apenas uma ilha até 1720, quanto uma tempestade causou uma erosão que dividiu a ilha. De 1807 até 1890 foi ocupada pela Inglaterra, quando passou ao Império Alemão. Durante a Primeira Guerra Mundial a ilha foi evacuada e a população deslocada para o continente, regressando em 1918.
Foi na ilha de Heligolândia, então sob domínio inglês, que August Heinrich Hoffmann von Fallersleben escreveu Das Lied der Deutschen (A canção dos Alemães) sobre uma melodia de Joseph Haydn, o Hino do Imperador, dedicado a Francisco I. August Heinrich ouvia serem entoados hinos em homenagem a diversos países, menos à Alemanha. Ferido em seu patriotismo, o poeta decidiu compor um poema que enaltecesse sua pátria, que foi elevada à condição de hino nacional pelo primeiro presidente da República de Weimar, Friedrich Ebert.

## Organização administrativa
Heligolândia é um município da Alemanha, do distrito de Pinneberg, estado de Eslésvico-Holsácia.